# Sarayköy
Sarayköy là một huyện thuộc tỉnh Denizli, Thổ Nhĩ Kỳ. Huyện có diện tích 418 km² và dân số thời điểm năm 2007 là 30028 người, mật độ 72 người/km².